# Jenny Palmqvist
Jenny Palmqvist (* 2. November 1969 in Südkorea) ist eine ehemalige schwedische Fußballschiedsrichterin.

## Karriere
Jenny Palmqvist wuchs als Tochter von Adoptiveltern im schwedischen Falköping auf. Zu Beginn ihrer Karriere arbeitete sie als Verkaufsleiterin für eine Raumausstattungsfirma in Alingsås. Am 1. Januar 2009 wurde sie Angestellte des schwedischen Fußballverbandes und Profi-Schiedsrichterin. 2012 begann sie als Key Account Managerin zu arbeiten, ab diesem Zeitpunkt war sie Profi-Schiedsrichterin auf Teilzeitbasis.
Ihre ersten Spiele leitete sie 1996. Ein Jahr darauf pfiff sie bereits in der schwedischen Division 1, der zweiten Liga des schwedischen Frauenfußballs. In der Damallsvenskan, der ersten Liga, wurde sie ab 1999 eingesetzt. Bis zu ihrem Karriereende im Jahr 2014 brachte sie es dort auf 188 Einsätze. Parallel pfiff sie vereinzelt auch Herrenspiele der dritten schwedischen Liga.
2002 erhielt Jenny Palmqvist das FIFA-Zertifikat. Einen ersten Karrierehöhepunkt erlebte sie 2004 beim Frauenfußball-Turnier der Olympischen Spiele in Athen. Hier wurde ihr das Finalspiel zwischen den USA und Brasilien anvertraut. Zwanzig Minuten vor dem regulären Ende der Partie verletzte sie sich am rechten Fuß. Als nach 90 Minuten und einem Zwischenergebnis von 1:1 eine Verlängerung notwendig wurde, übernahm ihre Kollegin Dianne Ferreira-James die Leitung des Spiels.
Bis 2013 wurde Jenny Palmqvist zu allen bedeutenden Turnieren eingeladen. 2007 und 2011 gehörte sie bei den Weltmeisterschaften in China und Deutschland zum Stab der FIFA-Schiedsrichterinnen. 2009 und 2013 nahm sie an den Europameisterschaften in Finnland und Schweden teil. 2008 wurde sie für das Damenfußballturnier der Olympischen Spiele in Peking nominiert, 2012 folgte eine Einladung zum olympischen Fußballturnier der Frauen in London. Sie war zu diesem Zeitpunkt neben Kari Seitz die einzige Schiedsrichterin mit drei olympischen Teilnahmen. 2009 leitete sie eines der beiden UEFA-Cup-Finalspiele zwischen dem russischen Meister Swesda Perm und dem FCR 2001 Duisburg. 2012 pfiff sie mit Anna Nyström und Helen Karo das Finale der UEFA Women’s Champions League zwischen Olympique Lyon und dem 1. FFC Frankfurt im Münchner Olympiastadion.
Darüber hinaus beriefen die Verbände Palmqvist häufig für Freundschafts- und Qualifikationsspiele, darunter am 22. April 2009 für das Testspiel zwischen Deutschland und Brasilien in Frankfurt am Main, bei dem mit 44.825 Zuschauern vorübergehend ein neuer europäischer Publikumsrekord im Frauenfußball aufgestellt wurde. Im Oktober 2012, als sie das EM-Qualifikationsspiel Österreich gegen Russland pfiff, absolvierte sie bereits ihr 100. internationales Spiel.
Im Herbst 2014 beendete Jenny Palmqvist ihre Karriere. Das letzte Spiel, das sie pfiff, war das Freundschaftsspiel Deutschland gegen Frankreich (0:2) in Offenbach am 25. Oktober 2014.

## Turniere
- Olympische Sommerspiele 2004 in Athen (2 Einsätze):

| Phase        | Datum         | Spielort | Heimmannschaft     | Gastmannschaft     | Ergebnis             |
| ------------ | ------------- | -------- | ------------------ | ------------------ | -------------------- |
| Gruppenphase | 11. Aug. 2004 | Athen    | Griechenland       | Vereinigte Staaten | 0:3 (0:2)            |
| Finale       | 26. Aug. 2004 | Athen    | Vereinigte Staaten | Brasilien          | 2:1 n. V. (1:1, 1:0) |

- Fußball-Weltmeisterschaft der Frauen 2007 in der VR China (2 Einsätze):

| Phase         | Datum         | Spielort | Heimmannschaft     | Gastmannschaft | Ergebnis  |
| ------------- | ------------- | -------- | ------------------ | -------------- | --------- |
| Gruppenphase  | 14. Sep. 2007 | Shanghai | England            | Deutschland    | 0:0       |
| Viertelfinale | 22. Sep. 2007 | Tianjin  | Vereinigte Staaten | England        | 3:0 (0:0) |

- Olympische Sommerspiele 2008 in Peking (2 Einsätze):

| Phase         | Datum         | Spielort | Heimmannschaft     | Gastmannschaft | Ergebnis             |
| ------------- | ------------- | -------- | ------------------ | -------------- | -------------------- |
| Gruppenphase  | 9. Aug. 2008  | Shenyang | Nigeria            | Deutschland    | 0:1 (0:0)            |
| Viertelfinale | 15. Aug. 2008 | Shanghai | Vereinigte Staaten | Kanada         | 2:1 n. V. (1:1, 1:1) |

- Fußball-Europameisterschaft der Frauen 2009 in Finnland (3 Einsätze):

| Phase         | Datum         | Spielort | Heimmannschaft | Gastmannschaft | Ergebnis  |
| ------------- | ------------- | -------- | -------------- | -------------- | --------- |
| Gruppenphase  | 26. Aug. 2009 | Helsinki | Niederlande    | Finnland       | 1:2 (1:1) |
| Gruppenphase  | 29. Aug. 2009 | Lahti    | Dänemark       | Niederlande    | 1:2 (0:0) |
| Viertelfinale | 4. Sep. 2009  | Lahti    | Deutschland    | Italien        | 2:1 (1:0) |

- Fußball-Weltmeisterschaft der Frauen 2011 in Deutschland (3 Einsätze):

| Phase         | Datum         | Spielort        | Heimmannschaft | Gastmannschaft | Ergebnis             |
| ------------- | ------------- | --------------- | -------------- | -------------- | -------------------- |
| Gruppenphase  | 29. Juni 2011 | Mönchengladbach | Brasilien      | Australien     | 1:0 (0:0)            |
| Gruppenphase  | 5. Juli 2011  | Sinsheim        | Neuseeland     | Mexiko         | 2:2 (0:2)            |
| Viertelfinale | 9. Juli 2011  | Leverkusen      | England        | Frankreich     | 3:4 i. E. (1:1, 0:0) |

- Olympische Sommerspiele 2012 in London (3 Einsätze):

| Phase           | Datum         | Spielort   | Heimmannschaft     | Gastmannschaft | Ergebnis  |
| --------------- | ------------- | ---------- | ------------------ | -------------- | --------- |
| Gruppenphase    | 25. Juli 2012 | Cardiff    | Kamerun            | Brasilien      | 0:5 (0:2) |
| Gruppenphase    | 31. Juli 2012 | Manchester | Vereinigte Staaten | Nordkorea      | 1:0 (1:0) |
| Spiel um Bronze | 9. Aug. 2012  | Coventry   | Kanada             | Frankreich     | 1:0 (1:0) |

- Fußball-Europameisterschaft der Frauen 2013 in Schweden (2 Einsätze):

| Phase        | Datum         | Spielort   | Heimmannschaft | Gastmannschaft | Ergebnis  |
| ------------ | ------------- | ---------- | -------------- | -------------- | --------- |
| Gruppenphase | 12. Juli 2013 | Norrköping | Frankreich     | Russland       | 3:1 (2:0) |
| Gruppenphase | 18. Juli 2013 | Norrköping | Russland       | Spanien        | 1:1 (1:1) |

## Auszeichnungen
2005, 2010 und 2011 wurde sie in ihrem Heimatland als Schiedsrichterin des Jahres ausgezeichnet. Die International Federation of Football History & Statistics wählte Jenny Palmqvist 2012 zur Welt-Schiedsrichterin des Jahres.